# Пандура (стародавній музичний інструмент)
Пандура або пандора (дав.-гр. πανδοῦρα, pandoura), також візантійська лютня — давньогрецький струнний музичний інструмент, що належав до широкого класу лютневих і гітарних інструментів. Подібні інструменти використовували аккадці ще у 3-му тисячолітті до нашої ери. Давньогрецьке мистецтво зображує такі лютні, починаючи з 3-4 століття до нашої ери. 

## Стародавня Греція
Стародавня грецька пандура була лютнею із середнім або довгим грифом і невеликим резонаторним корпусом, яку використовували давні греки. Вона зазвичай мала три струни, через що її також називали трихордоном (τρίχορδον – "триструнний") (McKinnon 1984:10). Нащадки пандури збереглися донині у вигляді картвельської пандурі, грецького тамбураса та бузукі,   північноафриканської куітри, східносередземноморського саза і балканської тамбури. Інструмент залишався популярним також на Близькому Сході та у Східній Європі, де з часом, починаючи з 4 століття до н. е., часто отримував третю струну.
В Україні одним із музикантів, які грали на пандурі, був Данило Перцов. Він виконував середньовічну музику на триструнній пандурі.

### Походження назвипандура
Назва пандура бере свій початок із найдавніших струнних інструментів, коли до лука додавали резонатор (утворюючи музичний лук) і згодом випрямляли його, перетворюючи на лютню.
У шумерській мові слово giš.ban означало як лук (мисливський або музичний), так і арфу з вигнутим корпусом. Додавання прикметника "tur" (малий) утворювало gišban.tur, що позначало "музичний інструмент, менший за мисливський лук". Це також відрізняло його від більших музичних інструментів.
Ban.tur означав "малий лук". Коли лук випрямили, перетворюючи його на лютню, створений інструмент міг зберегти свою назву —ban.tur. Саме цей інструмент зрештою привів до появи пандури.
Однак це не означає, що пандура була першою серед усіх лютнеподібних інструментів із подібними назвами. Вона була лише однією з багатьох похідних від шумерського ban.tur, серед яких також тамбур і танбур. 

## Рим
Інформація про римські інструменти типу пандури здебільшого походить з давньоримських художніх зображень. У римський період пандура була модифікована: довгий гриф збережено, але він став ширшим, щоб вмістити чотири струни, а корпус став або овальним, або трохи ширшим біля основи, але без внутрішніх вигинів, характерних для інструментів грушоподібної форми. Слово пандура рідко зустрічалося в класичних латинських письменників. 

## Месопотамія
Інструменти лютневого класу були присутні в Месопотамії з аккадської ери, тобто з третього тисячоліття до нашої ери.

## Східні варіації
Існувало принаймні два різних різновиди пандури. Один тип був грушоподібним і використовувався в Ассирії та Персії. У цьому типі корпус мав елегантні внутрішні вигини, які поступово переходили від основи до грифа. Ці вигини змінювалися на нижньому кінці інструмента, утворюючи більш похилу лінію, подовжений трикутник з округленими кутами. Овальний тип, який був улюбленим інструментом єгиптян, також зустрічався в стародавній Персії та серед арабів Північної Африки.

### Кавказ
Від давньогрецького слова пандура, аналогічний інструмент знайдений у сучасній Чечні та Інгушетії, де він відомий як пондар. У Грузії пандурі — це триструнний ладовий інструмент. Сучасний грузинський інструмент пандурі відноситься до класу танбурів.

## Галерея

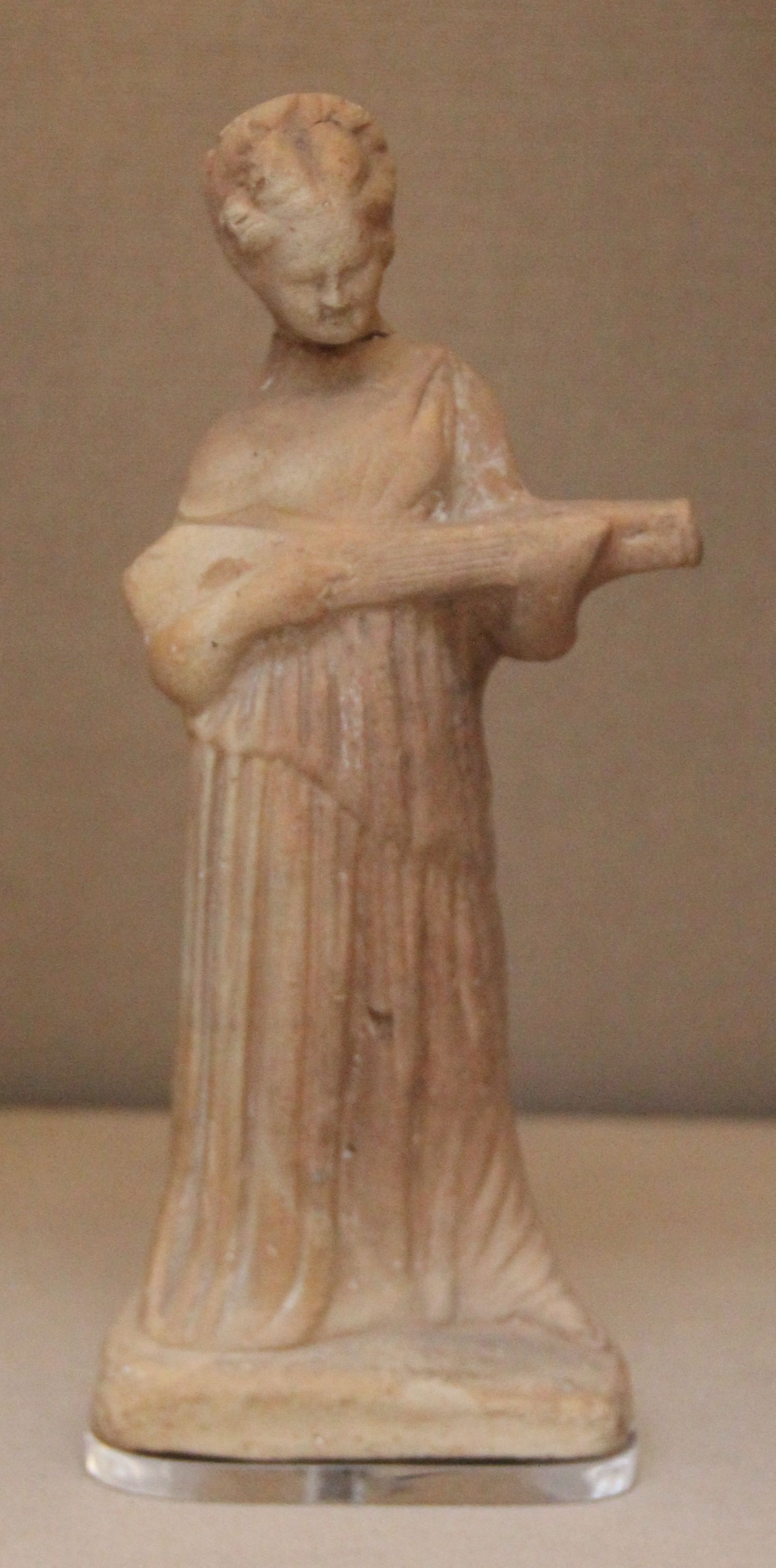
Теракотова фігура жінки, що грає на пандурі, бл. 300 р. до н.е., Кіпр (Британський музей)
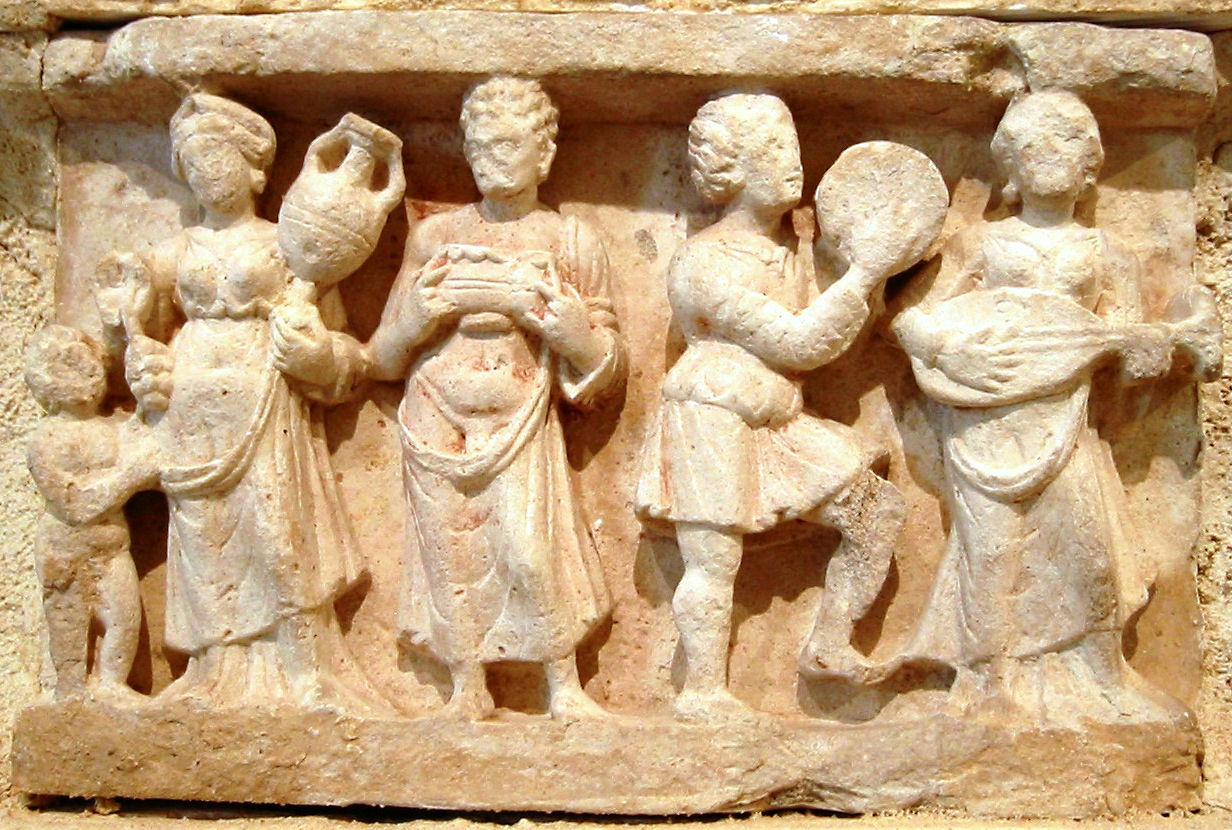
Короткий лютневий інструмент на гіпсовій скульптурі в елліністичному стилі, виготовленій у Хадді, Афганістан, яка зараз знаходиться в музеї Гіме в Парижі. Орієнтовна дата 1-2 століття нашої ери.
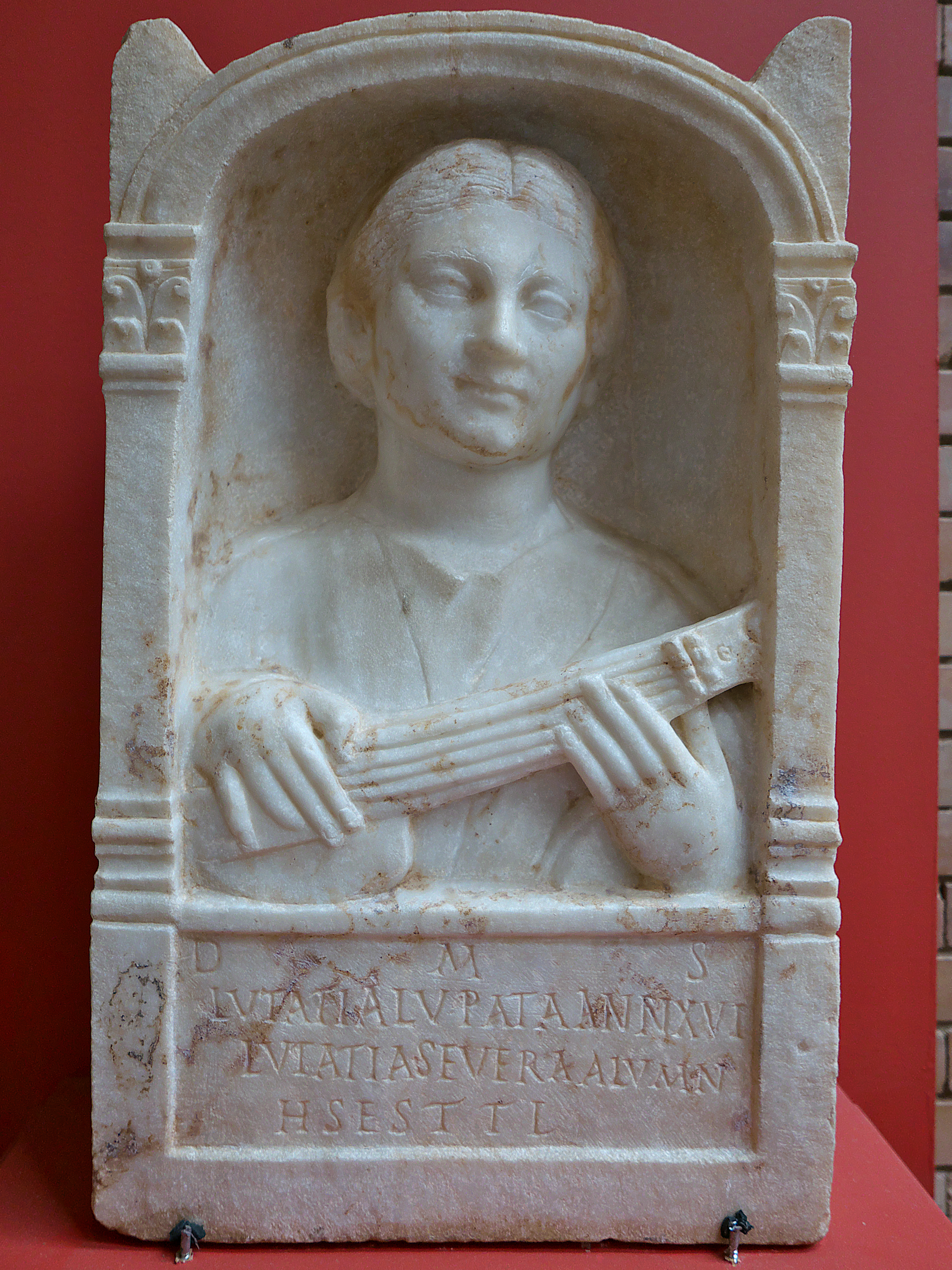
Меморіальна стела для 16-річної римської жінки, яка грає на пандуріумі, 2 століття нашої ери, з Emerita Augusta, Hispania (Museo Nacional de Arte Romano, Mérida, Spain)
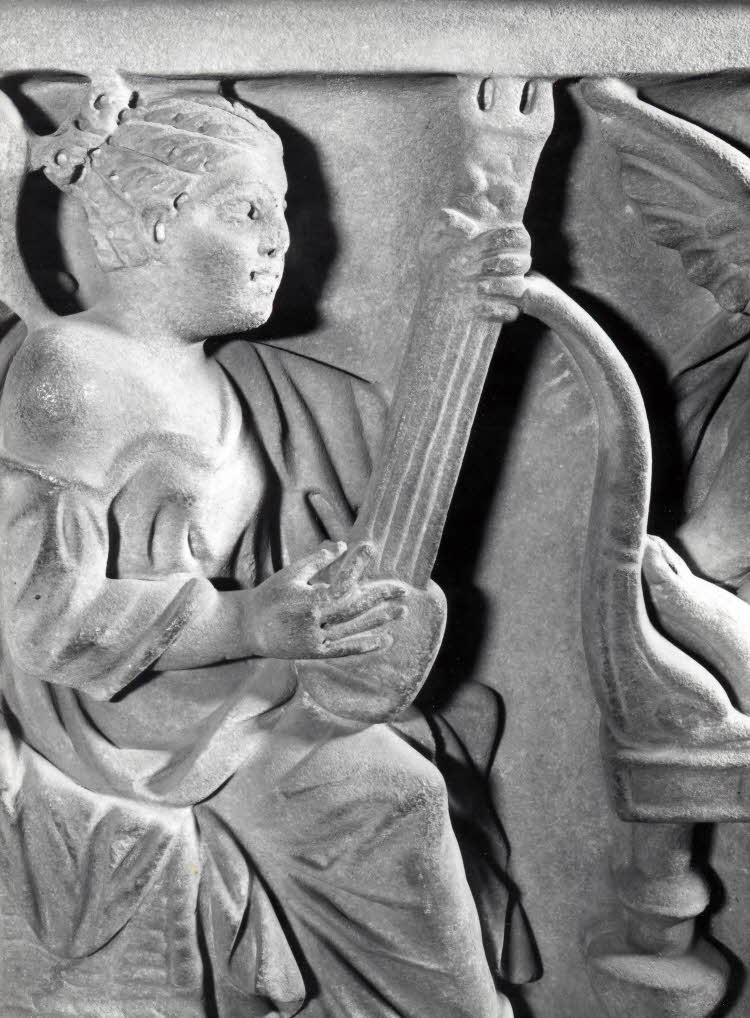
Фрагмент інструменту типу пандури з рельєфу римського саркофага, III століття нашої ери (Британський музей)
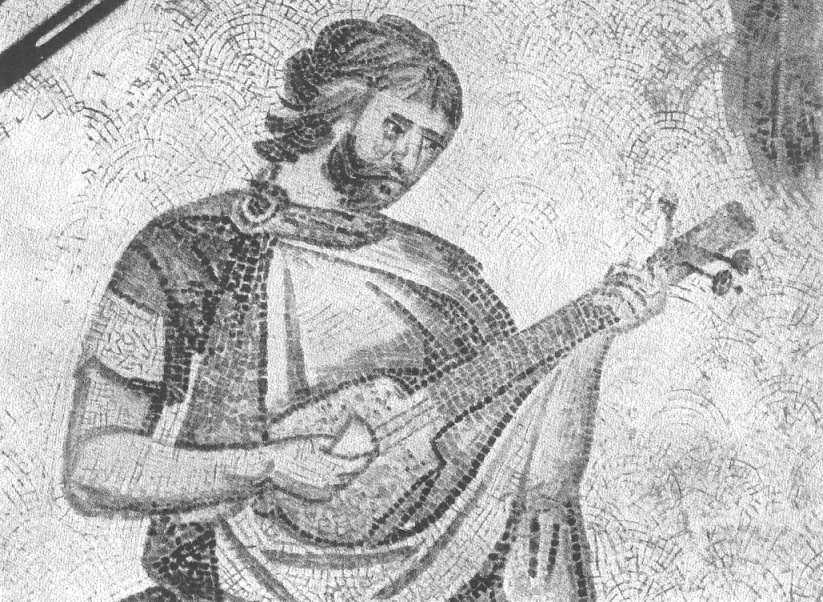
Римська або візантійська пандура з мозаїки 6-го століття нашої ери у Великому палаці Константинополя. Інструмент має три струни.
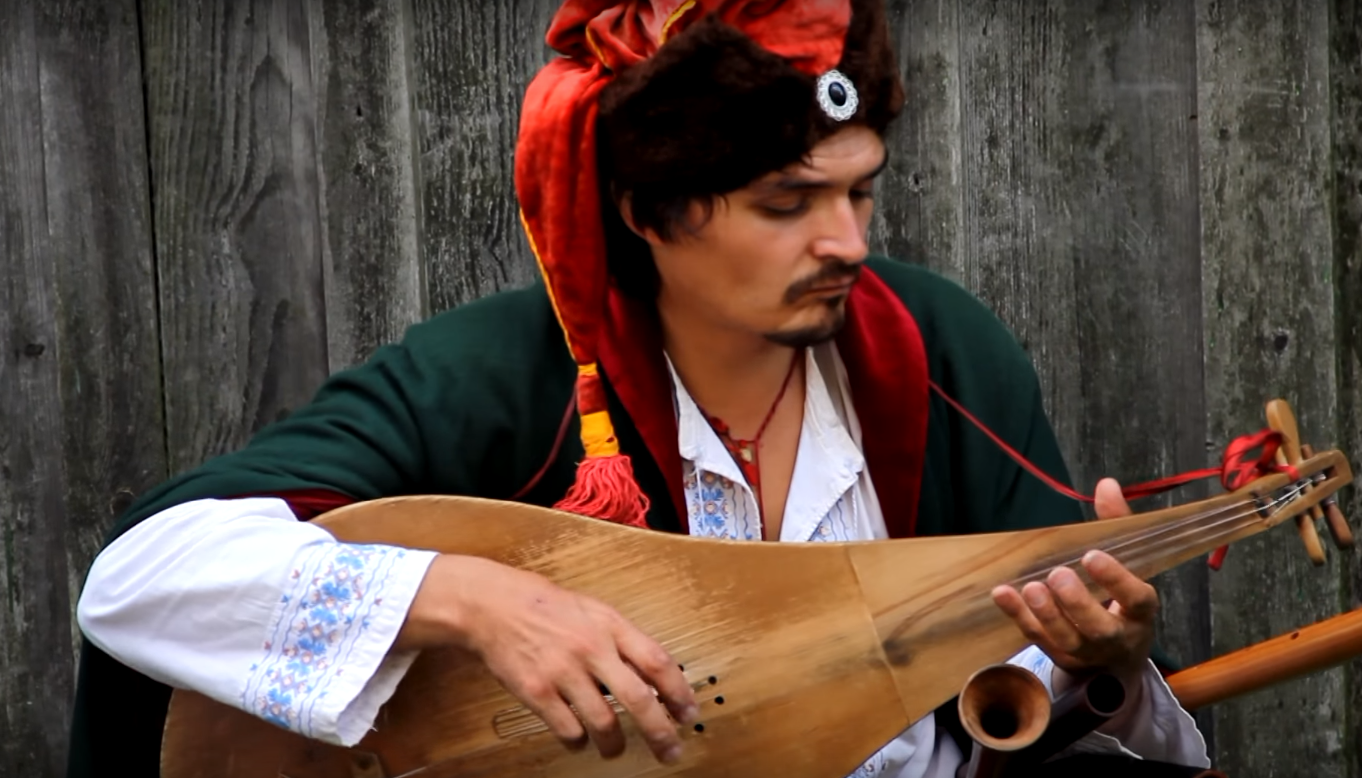
Данило Перцов, український композитор та мультиінструменталіст, що грав на пандурі (пандорі).